# 富士三機鋼管
富士三機鋼管株式会社（ふじさんきこうかん、英文社名 Fuji Sanki Pipe & Tube Co., Ltd.）は、かつて存在した鋼管メーカーである。旧・新日本製鐵（現：日本製鉄）の前身・富士製鐵のグループ企業で、現在の日本製鉄・鋼管部門の前身にあたる。

## 沿革
大手高炉メーカーの富士製鐵は発足時は鋼管を生産していなかったが、その鋼管部門に進出すべく、それまで原料を供給していた電縫鋼管メーカーの三機工業から鋼管部門を分離させ、この新会社に資本参加することとなった。こうして富士三機鋼管は1960年（昭和35年）7月に設立され、同年10月より富士製鐵が資本参加して富士製鐵系の鋼管メーカーとして発足した。
1962年（昭和37年）5月には東海製鐵の製鉄所（後の富士製鐵名古屋製鐵所）の構内に、小径電縫鋼管工場を新設。翌1963年（昭和38年）7月には小径電縫鋼管工場を建設し、第1期工事を終了した。さらに1968年（昭和43年）には第2期工事を竣工し、生産規模を拡大させた。
1969年（昭和44年）9月1日付で、富士製鐵との一体化を進めるため販売部門を富士製鐵に移管する。1970年（昭和45年）3月には三機工業が富士三機鋼管の株式を富士製鐵へ譲渡し、富士製鐵の完全子会社となった。同年3月末に富士製鐵は八幡製鐵と合併して新日本製鐵（新日鉄）が発足、今度は新日鉄のグループ企業となるが、翌1971年（昭和46年）4月新日鉄に吸収合併され、残っていた製造部門も新日鉄の一部門となり、富士三機鋼管は消滅した。